# Eidalimus lineatus
Eidalimus lineatus är en tvåvingeart som beskrevs av James 1980. Eidalimus lineatus ingår i släktet Eidalimus och familjen vapenflugor. Inga underarter finns listade i Catalogue of Life.